# Бобрица (озеро)
Бо́брица (бел. Бобрыца) — озеро в Лепельском районе Витебской области в бассейне реки Улла (приток Западной Двины).
Площадь поверхности озера 2,25 км², длина 4,29 км, наибольшая ширина 1,02 км. Наибольшая глубина Бобрицы достигает 23 м. Длина береговой линии 10,3 км, площадь водосбора — 16,3 км², объём воды 19,1 млн м³.
Озеро расположено в 10 км к северо-востоку от города Лепель. У юго-западной оконечности озера находится село Старое Лядно, к северу от озера — село Боровка 1-я. В восточную оконечность озера впадает ручей из озера Уклейно, из южной части вытекает ручей в озеро Люкшино. Озеро имеет вытянутую с запада на восток форму.
Склоны котловины высотой 14-20 м, крутые, на юге до 8 м, пологие, поросли лесом. Берега высокие, на севере сливаются со склонами. Дно корытообразное, образует 2 плеса: восточный, глубиной до 20 м, и западный, более широкий, глубиной до 14 м. На мелководье дно песчаное, глубже сапропелистое. Есть 2 небольших острова общей площадью 0,2 га. Растительность до глубины 5,5 м..
В апреле 1993 года в дренажную канаву, соединяющуюся с озером, попало около тонны солярки из цистерны в близлежащем колхозе им. Чапаева.